# Élections législatives liechtensteinoises de 1978
Les élections législatives liechtensteinoises de 1978 se sont déroulées le 3 février 1978.
Semi-alternance. La coalition de deux partis reste au pouvoir, mais les élections renversent à nouveau le rapport de force, en faveur cette fois-ci de l'UP au détriment du PPC.
Le Premier ministre Walter Kieber (PPC) cède ainsi la place au candidat de l'UP Hans Brunhart après un vote lors de la première séance de la nouvelle législature le 26 avril 1978.

## Système électoral
Le parlement, ou Landtag, est composé de 15 députés élus pour quatre ans au sein de deux circonscriptions, l'Oberland et l'Unterland, comportant respectivement 9 et 6 sièges. Tous les sièges sont pourvus au scrutin proportionnel entre les listes de candidats ayant remporté au moins 8 % des suffrages exprimés au niveau national.
Les électeurs votent en cochant les noms des candidats parmi les différentes listes de noms proposés par les partis. Il y a autant de noms sur chaque liste que de sièges à pourvoir, et un vote pour un candidat équivaut à un vote pour son parti. La répartition proportionnelle se fait ensuite selon la méthode du plus fort reste, en appliquant le quotient dit de Hagenbach-Bischoff. Les sièges attribués aux partis sont ensuite répartis à ceux de leurs candidats ayant recueilli le plus de votes en leurs noms.
Le vote est universel, masculin et obligatoire. Une amende pouvant atteindre jusqu'à 10 francs suisses frappe les abstentionnistes ne présentant pas une excuse valable (déplacement, maladie, etc.).

## Contexte politique
Les élections sont les premières depuis 1958 à ne voir s'opposer que les deux partis gouvernementaux, le Parti Social-Chrétien n'y participant pas.
Le Parti progressiste des citoyens et l'Union patriotique, forment depuis 39 ans une coalition gouvernementale au sein de laquelle le PPC domine depuis les précédentes élections. Celles ci ont vu l'UP perdre de quelques dizaines de suffrages la majorité qu'elle détenait pour la première fois depuis la formation de la coalition, et avec elle le poste de Premier ministre au profit de Walter Kieber (PPC).

## Résultats
L'ensemble des voix en faveur des candidats d'un parti sont comptabilisées comme suffrages pour ce parti, ce qui porte le nombre de ces derniers à un total bien supérieur au nombre d'électeurs.
| Parti                     | Parti                                 | Oberland | Oberland | Oberland | Unterland | Unterland | Unterland | Total  | Total | Total | Total  | Total |
| Parti                     | Parti                                 | Voix     | %        | Sièges   | Voix      | %         | Sièges    | Voix   | %     | +/-   | Sièges | +/-   |
| ------------------------- | ------------------------------------- | -------- | -------- | -------- | --------- | --------- | --------- | ------ | ----- | ----- | ------ | ----- |
|                           | Parti progressiste des citoyens (FBP) | 14 040   | 49,97    | 4        | 4 832     | 53,58     | 3         | 18 872 | 50,85 | 2,07  | 7      | 1     |
|                           | Union patriotique (VU)                | 14 058   | 50,03    | 5        | 4 186     | 46,42     | 3         | 18 244 | 49,15 | 0,62  | 8      | 1     |
|                           |                                       |          |          |          |           |           |           |        |       |       |        |       |
| Votes blancs et invalides | Votes blancs et invalides             |          |          |          |           |           |           | 45     | -     | -     | -      | -     |
| TOTAL                     | TOTAL                                 | 4 670    | 100      | -        | 15        | -         |           |        |       |       |        |       |
| Inscrits / participation  | Inscrits / participation              | 4 879    | 95,7     | -        | -         | -         |           |        |       |       |        |       |

Victoire de l'Union patriotique qui l'emporte en nombre de sièges malgré un nombre de voix inférieur à celui du Parti progressiste des citoyens au niveau national. Ce résultat s'explique par la division du pays en deux circonscriptions. La faible marge (50,03 %) de l'UP dans l'Oberland étant moindre que celle plus confortable (53,58 %) du PPC dans l'Unterland, sans que ce surplus de voix du PPC ne suffise à lui faire remporter un siège supplémentaire dans cette circonscription.
Ce résultat aboutit ainsi à la situation inverse de l'élection précédente avec la victoire de l'Union Patriotique qui regagne un siège déterminant.